# 无锡市大桥实验学校
31°28′26″N 120°22′21″E / 31.47400°N 120.37256°E
无锡市大桥实验学校（Wuxi Big Bridge Academy，简称大桥中学）是位于无锡市的一所民办学校，创办于1993年8月，时名无锡市大桥实验中学，是改革开放以来无锡市人民政府批准成立的第一所民办学校。

## 学校历史
- 1993年，全国劳动模范顾蕴玉和全国先进教育工作者丁渭道创办了无锡市大桥实验中学。建校初期，学校仅有两个初中班，租用无锡市第一中学的教室借地办学。
- 1996年，大桥实验中学创办高中部。同年，大桥实验中学开始和新加坡南洋女子中学和新加坡华侨中学的长期合作。
- 2002年，大桥实验中学自筹资金在学前街38号——孔庙和县学所在地——新建校舍。学校总建筑面积2.85万平方米，配备现代化多媒体教学设备，设有40多个初、高中班级，有2200多名在校学生。
- 2012年，在无锡（太湖）国际科技园内，大桥中学新校区竣工并投入使用。经无锡市教育局批准，大桥实验中学正式更名为无锡大桥实验学校。在原有初中部、高中部的基础上增设了小学部和国际部，保留学前街校区。

## 学校规模
无锡市大桥实验学校是一所由小学部、中学部（高中部和初中部）、国际部组成的十二年制学校。
学校共拥有小学、初中、高中、国际部共68个班级，2700多名学生。学前街、太科园两个校区共拥有九万多平方米的教学楼、体育馆、食堂、宿舍等设施，以及多媒体设备、物联网应用等。
学校现有专任教师278人。